# Дубавка
Ду́бавка (біл. вёска Дубаўка) — село в складі Гродненського району Гродненської області, Білорусь. Село підпорядковане Індурській сільській раді, розташоване в західній частині області.